# Tertenia
Tertenia (sardinski: Tertenìa) je grad i općina (comune) u pokrajini Nuoru u regiji Sardiniji, Italija. Nalazi se na nadmorskoj visini od 129 metara i ima 3 936 stanovnika.
 Prostire se na 117,65 km². Gustoća naseljenosti je 33 st/km².
Susjedne općine su: Cardedu, Gairo, Jerzu, Lanusei, Loceri, Osini i Ulassai.